# Ōtomo no Yakamochi
Ōtomo no Yakamochi (大伴 家持?; 718 – 5 ottobre 785) è stato un politico e poeta giapponese waka del periodo Nara.
È un membro dei trentasei poeti immortali. Figlio del Dainagon (Gran Ministro) Otomo no Tabito, il suo grado ufficiale era Terzo grado junior e Chūnagon. Essendo un membro della famiglia Otomo era governatore provinciale di diverse provincie e ricoprì la carica di Chinjufu shōgun.

## Biografia
Yakamochi nacque nel clan Ōtomo, suo nonno era Ōtomo no Yasumaro e suo padre era Ōtomo no Tabito. Il clan Ōtomo era composto da guerrieri e burocrati della corte Yamato, e Yakamochi servì come governatore provinciale (国司?, kokushi) in diverse province. Era il nipote di Ōtomo no Sakanoue no Iratsume, che era anche poeta e uno dei preferiti del principe Hozumi. Quando Tabito morì nel 731, Yakamochi divenne il capo della famiglia Ōtomo.
Nel 745 raggiunse il rango di jūgoige (従五位下?, Quinto rango junior, grado inferiore) presso la corte imperiale. Nel luglio dell'anno successivo divenne governatore della provincia di Etchū, incarico che mantenne fino al 751. A quel tempo era già autore di 220 waka. Nel 751 fu promosso a shōnagon (小納言?) e fece ritorno nella capitale.
Nel 777 divenne governatore della provincia di Ise. Secondo i registri del Santuario di Ise (伊勢神宮?, Ise jingū), prestò servizio in questo incarico per circa cinque anni. Nel 780 fu promosso sangi (参議?, consigliere). Temendo il sospetto e l'esilio dalla capitale per aver contribuito alla ribellione di Hikami no Kawatsugu (氷上川継の乱?, hikami no kawatsugu no ran), rimase tranquillo e fu promosso a chūnagon (中納言?) nel 783.
Morì nel 785 annegando nella provincia di Mutsu mentre svolgeva il suo incarico concomitante di shōgun. Poco dopo la sua morte, Fujiwara no Tanetsugu fu assassinato, sospettando che Yakamochi fosse coinvolto nella vicenda, la sua sepoltura fu negata e fu disonorato e scomunicato postumo. Suo figlio fu privato del rango e costretto all'esilio, e fu solo nell'806 che riacquistò il suo rango.

## Poesia
Il Man'yōshū comprende complessivamente 473 sue poesie, tra poesie lunghe e brevi, che rappresentano più del 10% dell'intera raccolta. Per questo motivo si ritiene che Ikamochi sia stato coinvolto nella sua compilazione, ad esempio i volumi dal 17 al 20 del Man'yōshū possono essere considerati una collezione privata. Delle 473 poesie, 223 furono scritte mentre viveva nella provincia di Etchū.